# Drégely vára
Drégely vára a Börzsöny északi részén, Drégelypalánk és Nagyoroszi községektől egyforma távolságra, a zöldellő hegyek egyik 444 méter magas vulkanikus sziklacsúcsán magasodik.

## Története
A mongol könnyűlovasok elvonulása után, a dalmát tengerpartról hazatérő Árpád-házi IV. Béla király parancsára végrehajtott várépítések idején emeltette a környező területeket birtokló Hontpázmány nemzetség.
Első, fennmaradt okleveles említése 1285-ből származik, akkoriban Hont fia – Demeter nemes úr – lakta családjával és szolgaszemélyzetével. A vár birtokosai a 14. század elején kitört anarchikus belháborúban kénytelenek voltak meghódolni a nagyhatalmú Csák Máté oligarcha előtt. 1321 után királyi várnagy parancsolt benne.
Luxemburgi Zsigmond király 1390-ben az udvari köréhez tartozó Tari László főnemesnek adományozta, a trónra jutása idején vívott pártharcokban tanúsított hűséges szolgálataiért. 1424-től egy évszázadig az esztergomi érsek tulajdonába került, aki fényesen berendezett vadászkastéllyá alakíttatta át a középkori erődítményt. Buda várának 1541-es török általi elfoglalása után megnőtt a hadászati jelentősége, az arany- és ezüstbányákkal rendelkező felvidéki németajkú városokat védelmezte. Ebben az időszakban szerezte hírnevét is. Csekély létszámú helyőrsége sokszor csapott össze a környékbeli falvakat fosztogató „pogány” lovasportyázókkal.

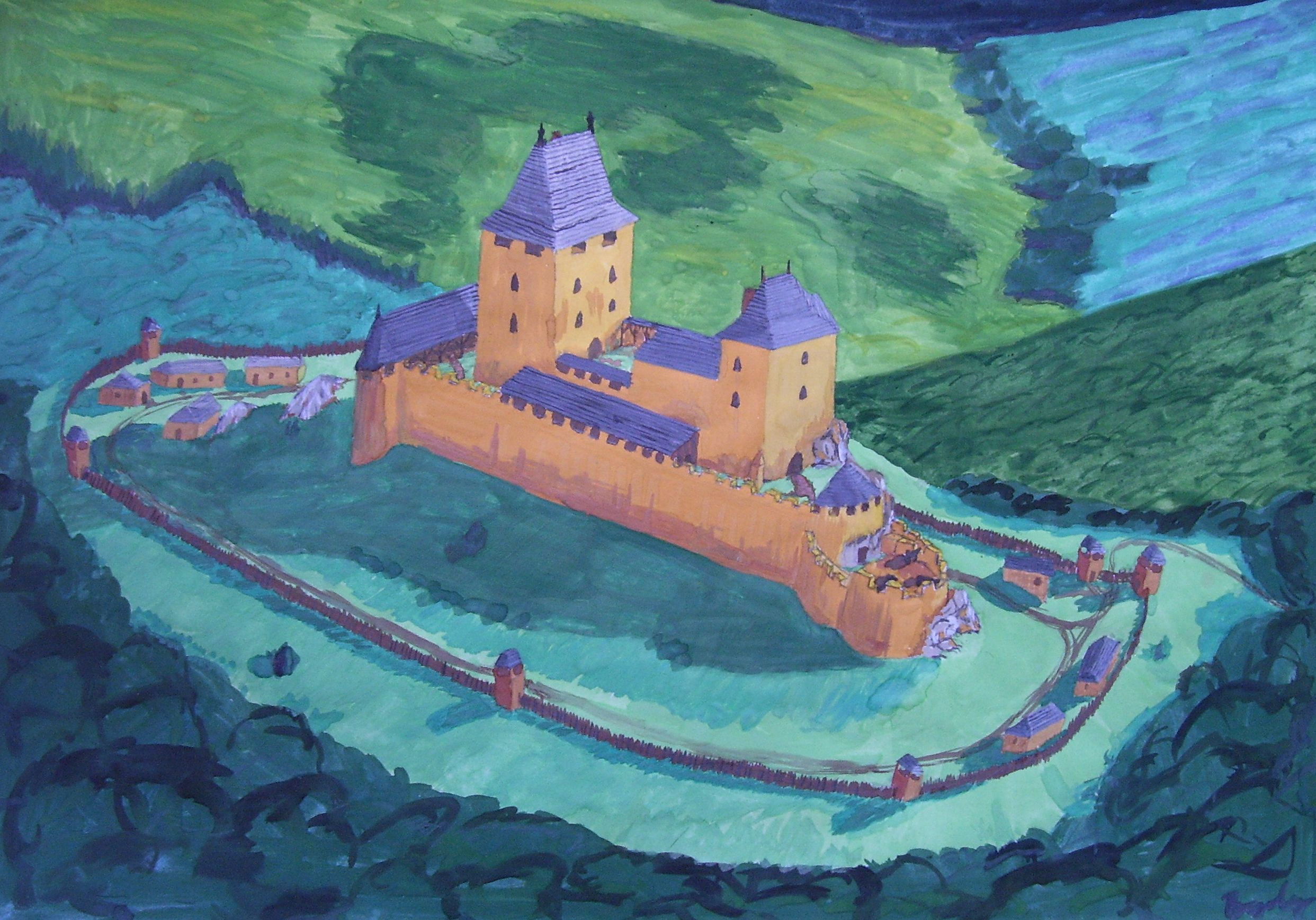
Drégely vára a 16. század közepén (rekonstrukció)

1544-ben nevezte ki Várdai Pál esztergomi érsek a vár kapitányává Szondi Györgyöt, aki megpróbálta a katonai szempontból már elavult végvárat megerősíteni. Ali budai pasa 1552 júliusában vonult fel a vár ostromára 12 000 fős seregével. A helyőrség létszáma ekkor mindössze 146 katona volt.

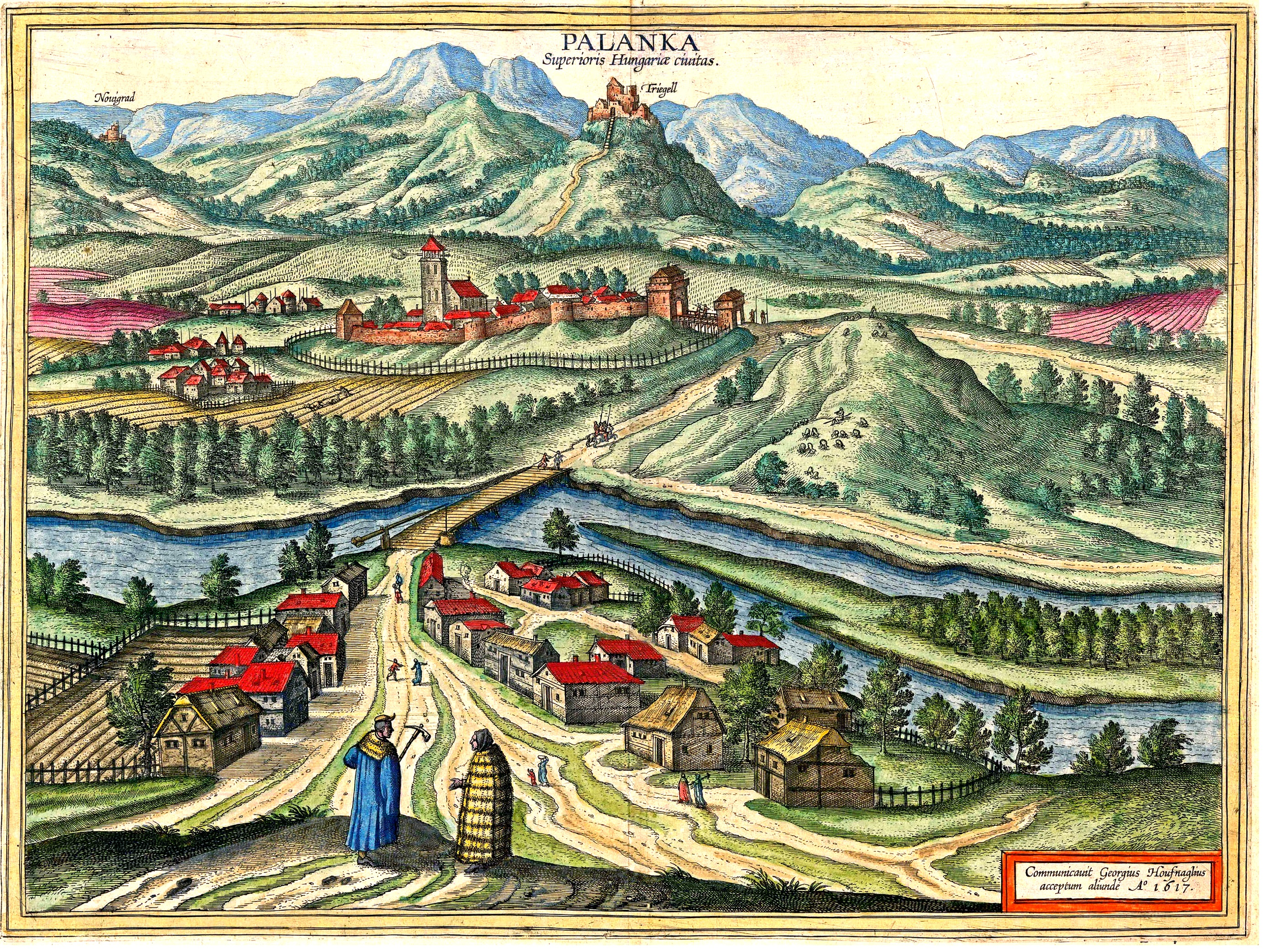
Palánk vára 1617-ben Georg Hoefnagel metszetén. A rommá lőtt Drégely (Trigell)várát a török hódítók nem építették újjá, helyette a völgybeli községben emeltettek egy palánkvárat

A korszak leghíresebb versmondója, Tinódi Lantos Sebestyén Krónikájából ismerjük a háromnapos viadal részleteit. 
Sok foglya őnéki, kettőt ő hívata,

Két énökös apródgyát előállatá,

Azok előtt ily testamentomot szóla:

Az Ali basának két apródgyát ajánlá.
Ezen igen kéri basát őnagyságát,

Vitésségre taníccsa ő két apróggyát,

És eltemettesse Szondi Györgynek tagját,

Mert majd itt megláttyák az ő szörnyű halálát.
Az alsó palánkvár felgyújtása után a védők visszavonultak a sziklán magasodó felsővárba, melynek kaputornyát a törökök tüzérsége hamarosan földig rombolta. A gyalogsági rohamokat visszaverő magyar végváriak még életben maradt katonái, végül a harmadik napon halált megvető bátorsággal kitörtek, és Szondy kapitánnyal az élen mind hősi halált haltak a véres közelharcban, csak a várkapitány két apródja, Libárdy és Sebestyén maradt életben, akiket Szondi már korábban Ali pasához küldött, kérve, hogy életükről gondoskodjék. A rommá lőtt várat a hódítók helyreállították és őrséget helyeztek el benne. A hegyi vár 1593-ig török, majd ezt követően magyar használatban volt, a 17. század második felében már nem használták. A völgybeli községben 1575-ben a törökök lovas csapatok állomásoztatására is alkalmas, az Ipoly átkelőjét védő és az alsó-magyarországi bányavárosok fenyegetésére alkalmas palánkvárat (Bügürdelen) emeltettek, amely török, majd ezt követően magyar használatban volt a 17. század második feléig.

## A vár mai állapota
A török korszak után, a 18. századtól kezdve a vár állapota fokozatosan tovább romlott. A fennsíkra épült külső vár alaprajza ma már nehezen rekonstruálható. A kultúrtörténeti érték mentését 1989-ben a Börzsöny Baráti Kör kezdeményezte. Teszári Károly a Duna–Ipoly Nemzeti Park Börzsöny tájegységi körzetének vezetője, a Drégelyvár Alapítvány kuratóriumának tagja nevéhez fűződik a várrommaradványok helyreállítási munkáinak előkészítése. Az ő ötlete volt Drégelyvár feltárásának és az állagmegóvásának szervezett formába terelése. A gesztor szerepét az 1991-ben megalakított Drégelyvár Alapítvány vállalta magára, 2002-ig 711 köbméter fal épült meg.
A vár a Nemzeti Várprogram harmadik ütemének helyszíne. Felújítását 2017/2018-tól kezdődően tervezik.
A várat mint történelmi jelentőségű idegenforgalmi látványosságot évente több ezren keresik fel.

## Megközelítése
Csak turistautakon közelíthető meg, legegyszerűbben Nagyoroszi vagy Drégelypalánk felől. Az egyik legkézenfekvőbb megközelítési útvonala: vonattal (a MÁV 75-ös számú Vác–Balassagyarmat-vasútvonalán) a Nagyoroszi északnyugati szélén elhelyezkedő Drégelyvár megállóhelyig, majd onnan erdei utakon.

## Galéria

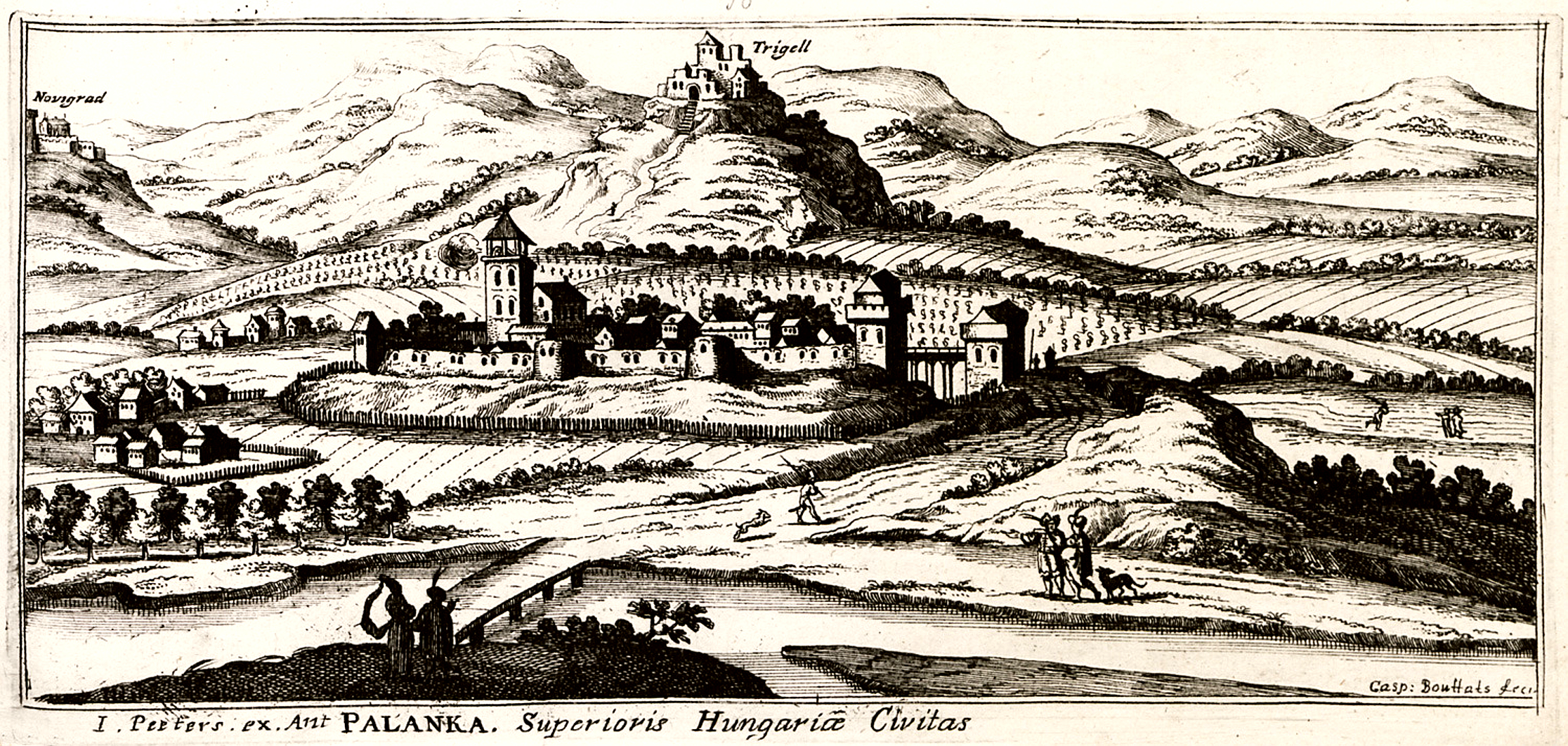
Drégely vára. Trigell fent, Palánk lent a középkori rézmetszeten
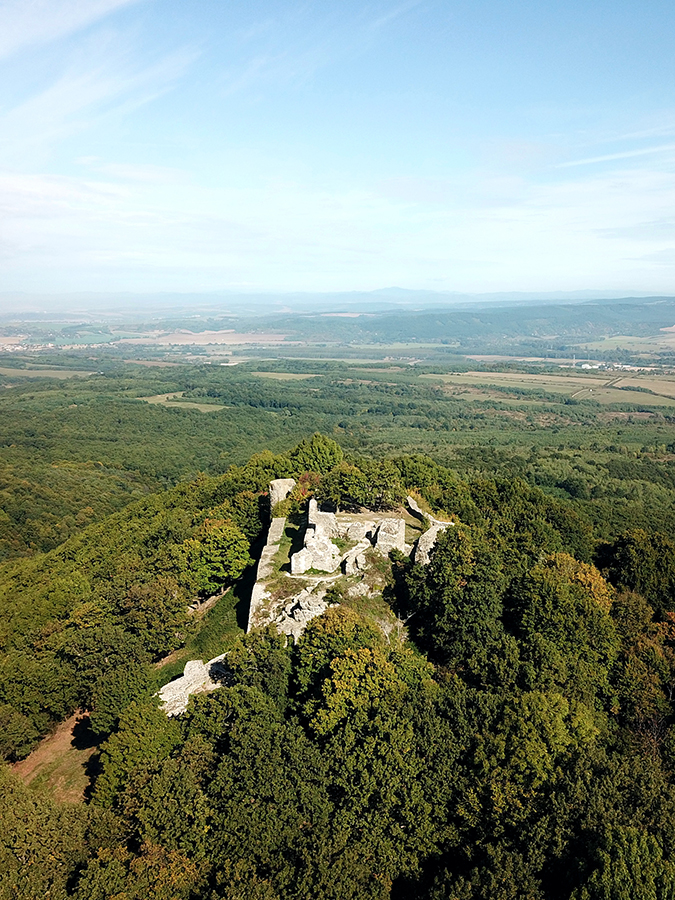
Drégely vára légi felvételen
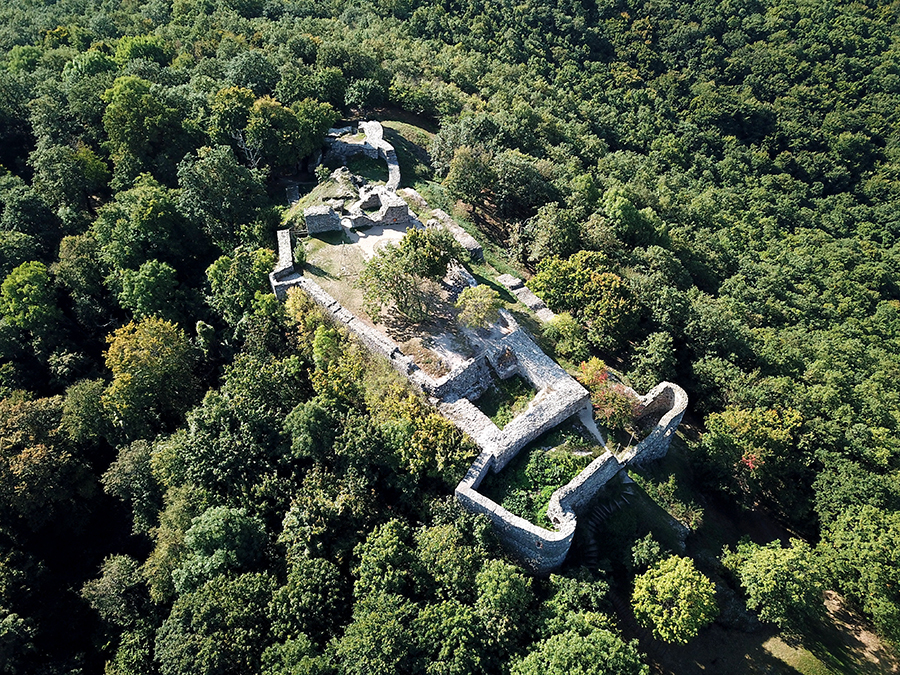
Drégely vára légi fotón
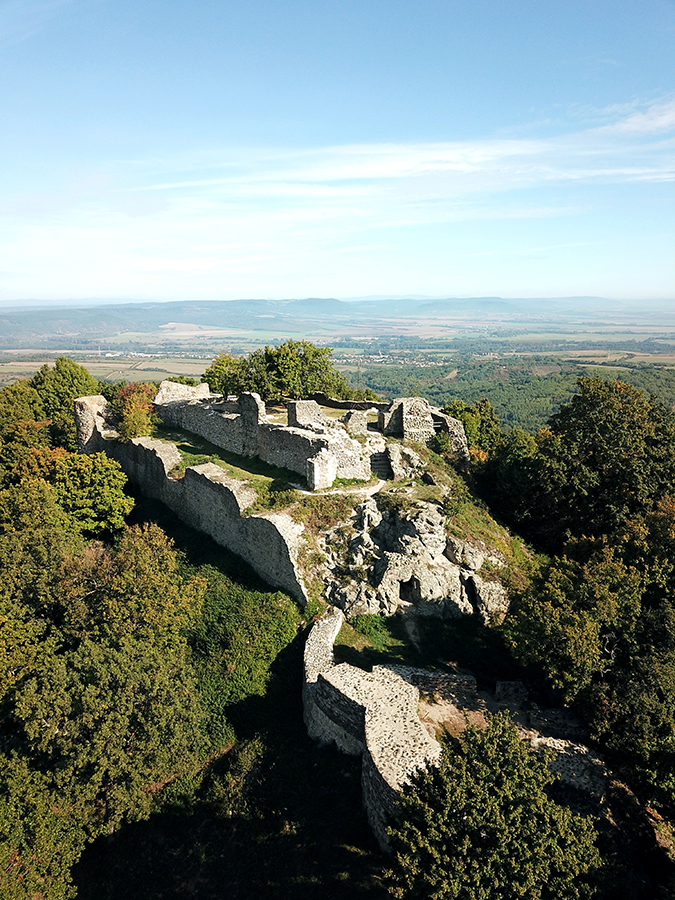
Drégely vára madártávlatból
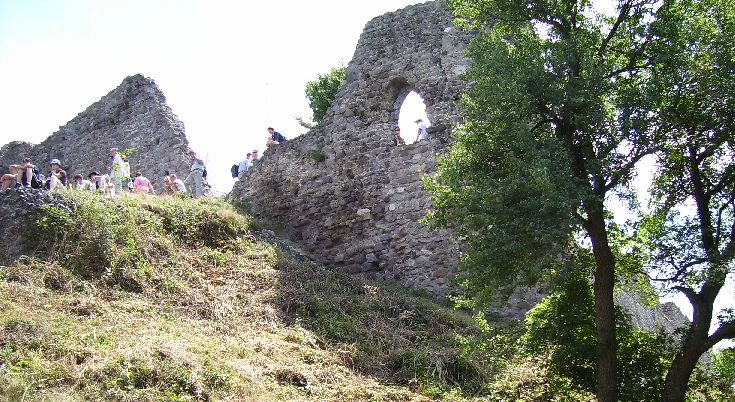
Drégely várának romjai 2006-ban
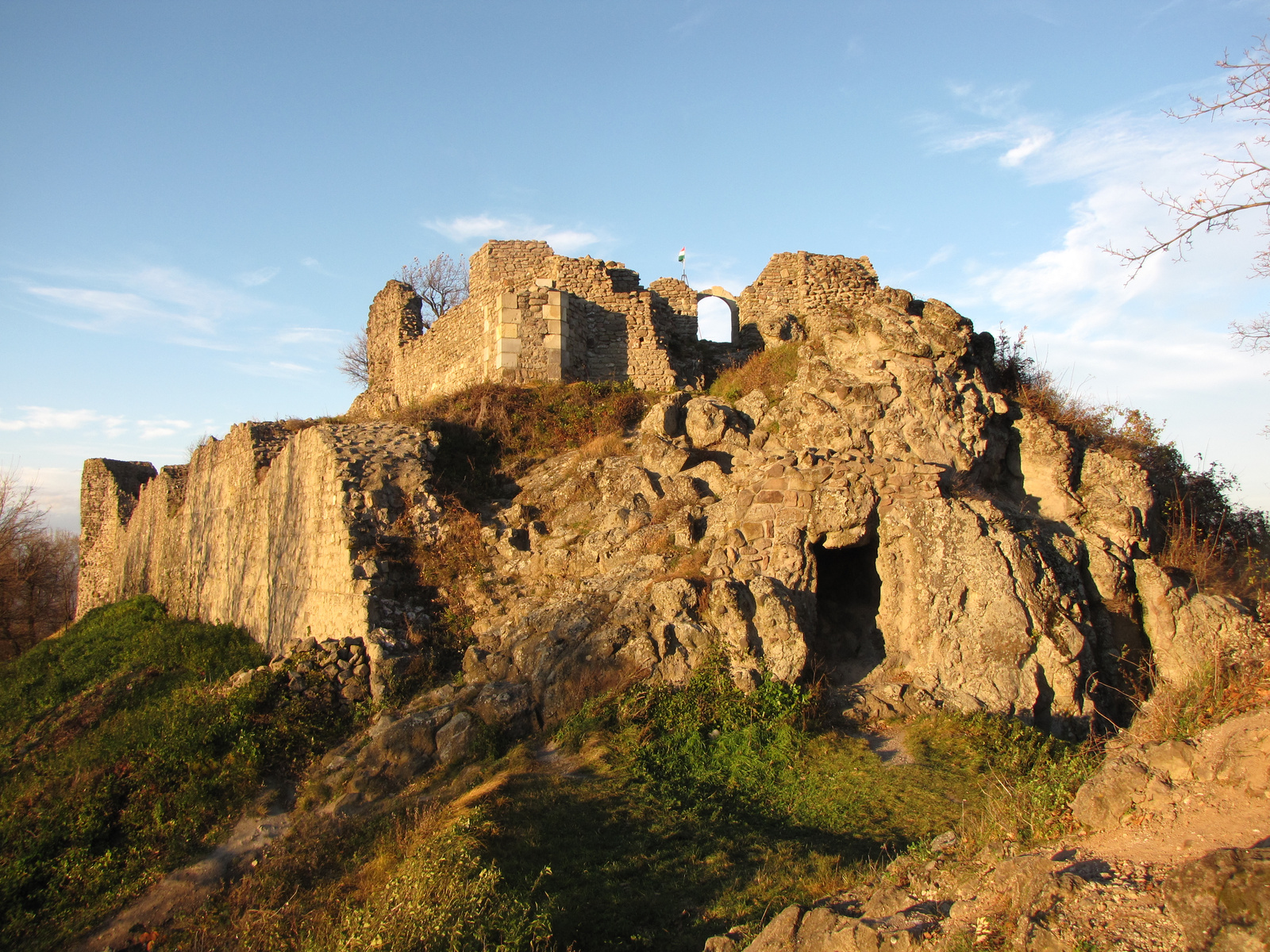
Drégely várának romjai 2011-ben
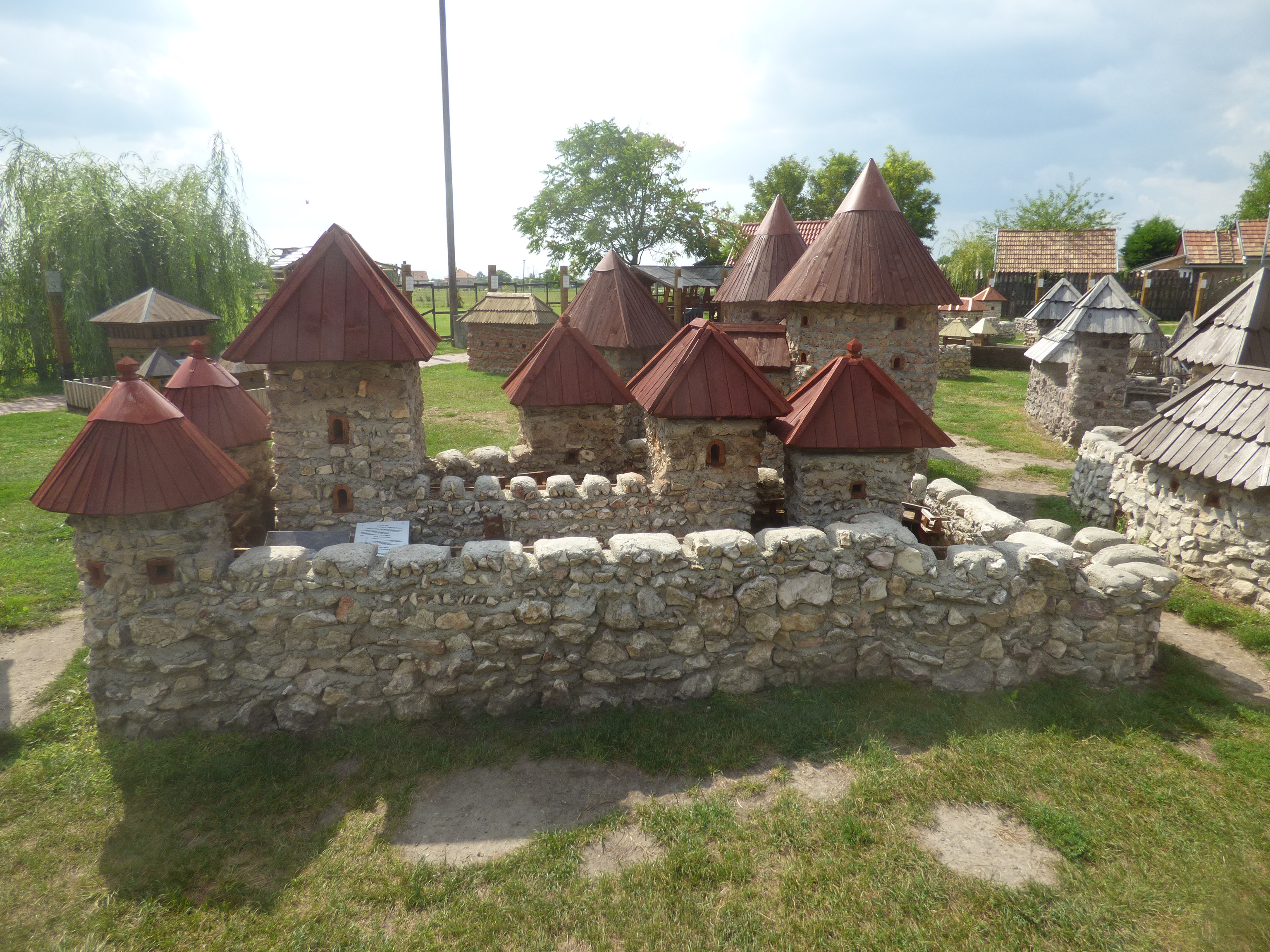
A vár makettje a dinnyési Várparkban

## Idézetek
Felhőbe hanyatlott a drégeli rom,
Rá visszasüt a nap, ádáz tusa napja;
Szemközt vele nyájas, szép zöld hegy-orom,
Tetején lobogós hadi kopja.
És pattog a bomba, és röpked a gránát;

Minden tüzes ördög népet, falat ont:

Töri Drégel sziklai várát.